# Batczuluuny Anchbajar
Batczuluuny Anchbajar (ur. 4 lipca 1988) – mongolski zapaśnik w stylu wolnym. Brązowy medalista w mistrzostw Azji w 2011. Zajął 24. miejsce na mistrzostwach świata w 2015. Piąty w Pucharze Świata w 2014, a szósty w 2015 i 2017 roku.